# Marcel Zylla
Marcel Noah Zylla (* 14. Januar 2000 in München; polnische Schreibweise Marcel Noah Żyłła) ist ein deutsch-polnischer Fußballspieler, der meist im offensiven Mittelfeld agiert. Er kam bereits als Zehnjähriger zum FC Bayern München und spielte dort zuletzt für die Amateurmannschaft in der 3. Liga. Seit 2024 spielt er bei Wisła Puławy.
Zylla, der polnische Eltern hat, bestritt im Jahr 2016 ein Länderspiel für die deutsche U17-Nationalmannschaft, entschied sich in der Folgezeit jedoch für Polen zu spielen und nahm mit der polnischen U20-Auswahl im Mai und Juni 2019 an der U20-Weltmeisterschaft teil.

## Sportliche Laufbahn

### Vereine

#### Vom TSV Ludwigsfeld bis zu den Bayern-Amateuren
Marcel Zylla ist gebürtiger Münchner und begann mit dem Fußball beim TSV Ludwigsfeld am nordwestlichen Stadtrand. 2010 erfolgte als Zehnjähriger der Wechsel in die Nachwuchsabteilung des FC Bayern München. Dort durchlief er nun alle Jugendmannschaften.
Als 15-Jähriger kam er im Sommer 2015 in die U17 des FC Bayern München, die in der B-Junioren-Bundesliga Süd/Südwest spielt. Zum Stamm der Mannschaft zählte er in jener Saison noch nicht und fiel zudem verletzungsbedingt mehrere Wochen aus. Die Saison endete auf dem zweiten Tabellenplatz hinter dem VfB Stuttgart, somit wurde die Qualifikation für die Endrunde um die deutsche B-Junioren-Meisterschaft verfehlt. Im Folgejahr etablierte sich Zylla dann in der U17 und wurde dort zum absoluten Leistungsträger. Er bestritt alle Spiele und trug mit 12 Toren maßgeblich zur süddeutschen Meisterschaft bei, bei der diesmal der VfB Stuttgart hinter sich gelassen wurde. In der Endrunde um die deutsche Meisterschaft wurde zunächst der FC Schalke 04 bezwungen, wobei Zylla im Hinspiel ein Tor erzielte, im Finale wartete dann an der Grünwalder Straße der SV Werder Bremen. In der Schlussphase des Spiels ging der FC Bayern mit 1:0 in Führung, der Torschütze hieß Marcel Zylla, und nach Spielschluss – Mannschaftskollege Hollerbach hatte in der Nachspielzeit noch auf 2:0 erhöht – waren Zylla, Trainer Tim Walter und der Rest der Mannschaft dann deutscher B-Junioren-Meister des Jahres 2017.
Für Zylla ging es dann bei den A-Junioren weiter. In seinem ersten Jahr bei der U19 gehörte er erst gegen Ende der Saison zu den Stammspielern. Trainer Sebastian Hoeneß setzte ihn bisweilen auch auf anderen Offensivpositionen als der angestammten im Mittelfeld ein, zu zwei Einsätzen in der UEFA Youth League kam Zylla auch und am Saisonende wurde die Qualifikation für die Endrunde um die deutsche A-Junioren-Meisterschaft knapp verpasst.
In seiner zweiten Saison bei den A-Junioren zählte Zylla meist zur Startelf, fiel aber auch mehrere Wochen verletzt aus. Zyllas persönliche Saisonbilanz waren 17 Spiele und fünf Tore in der Liga sowie fünf Spiele und drei Tore in der Youth-League. Einmal kam er auch zu einem Kurzeinsatz für die Bayern-Amateure in der Regionalliga Bayern. Die Bilanz mit den A-Junioren fiel ernüchternd aus: In der Liga lediglich Platz vier und ein frühzeitiges Aus in beiden Pokalwettbewerben.
Zylla wurde dann zur Saison 2019/20 in den Kader der Amateure übernommen, die gerade in die 3. Liga aufgestiegen waren. Sein bisheriger Trainer Sebastian Hoeneß ging den gleichen Weg. In der 3. Liga ergab sich für Zylla zunächst ein stetiger Wechsel zwischen Startelf und Ersatzbank, zudem musste er zweimal verletzungsbedingt mehrere Wochen pausieren. Von März bis Mai 2020 war die Saison aufgrund der Corona-Pandemie unterbrochen worden. Nach der Wiederaufnahme des Spielbetriebs mit Geisterspielen ab Ende Mai kam Zylla gar nicht mehr zum Einsatz und verließ den Verein nach Ablauf seines Vertrags im Sommer 2020.

#### Wechsel in die höchste polnische Liga
Zum 3. Spieltag der Saison 2020/21 schloss sich der Mittelfeldspieler dem polnischen Erstligisten Slask Breslau an. Zunächst bestritt er dort zwei Spiele für die zweite Mannschaft der Breslauer in der dritten polnischen Liga; anschließend kam er unter dem erfahrenen tschechischen Trainer Vítězslav Lavička (zuvor insgesamt dreimal Landesmeister in Tschechien und Australien) regelmäßig für den letztjährigen Tabellenfünften der Ekstraklasa zum Einsatz, meist als Einwechselspieler. Im März erfolgte, Slask stand auf Platz sieben der Tabelle, ein Trainerwechsel. In einem Kopf-an-Kopf-Rennen zwischen fünf Vereinen um Platz vier, der die Qualifikation für die neugeschaffene UEFA Europa Conference League bedeutete, setzte sich Breslau unter dem neuen Trainer Jacek Magiera, zuvor Coach der polnischen U19-Nationalmannschaft, letztlich durch. Beim letzten Saisonspiel konnte Marcel Zylla jedoch nicht mitwirken, da er sich kurz zuvor im Training einen Bänderriss im Sprunggelenk zugezogen hatte.
Die persönliche Bilanz in seiner ersten Erstligasaison beläuft sich auf 20 Einsätze bei 27 möglichen Ligaspielen, davon stand er 7-mal in der Startelf und wurde 13-mal eingewechselt. Ein Tor hatte er selbst erzielt und zwei vorbereitet. Zum Zeitpunkt seines Wechsels nach Breslau war seine neue Mannschaft bereits aus dem nationalen Pokalwettbewerb ausgeschieden.
Aufgrund der im Mai erlittenen Verletzung fiel Marcel Zylla bis Ende September aus und versäumte damit sowohl den Start in die neue Saison der Ekstraklasa als auch sämtliche sechs Spiele seines Vereins in der Europa-Conference-League. Slask Breslau war dort in der 3. Qualifikationsrunde gegen den israelischen Vertreter Hapoel Be’er Scheva aus dem Wettbewerb ausgeschieden. Im nationalen Pokal war der Wettbewerb für die Breslauer bereits nach der 1. Runde beendet, noch vor Zyllas Genesung.
Über mehrere Einsätze in der zweiten Mannschaft kam Zylla im Herbst 2021 wieder in den Kader des Erstligateams und bis zur Winterpause zu mehreren Einwechslungen. Im Frühjahr 2022 kam er zunächst zu etwas mehr Spielzeit und auch zu drei Startelfeinsätzen. Das Team lag aber nur auf Platz 12 der Tabelle und im März 2022 wurde Trainer Magiera entlassen, Nachfolger wurde Piotr Tworek, der wenige Monate zuvor beim Ligakonkurrenten Warta Posen entlassen worden war. Unter Tworek kam Marcel Zylla fast gar nicht mehr zum Einsatz und spielt seitdem meist in der dritten Liga für die zweite Mannschaft.
Letztlich sicherte sich Slask Breslau den Klassenerhalt am vorletzten Spieltag, an dem Zylla zu einem Kurzeinsatz kam. Bereits nach Saisonende trennte sich der Verein aufgrund diverser Differenzen zwischen Trainer, Vereinsführung und Mannschaft wieder von Piotr Tworek.
Nach seinen ersten beiden Saisons in Polen konnte Marcel Zylla auf insgesamt 31 Punktspieleinsätze für die erste Mannschaft und elf Ligaspiele für die zweite Mannschaft zurückblicken. Da in dieser Zeit auch bei der Zweitmannschaft zweimal der Trainer gewechselt worden war, bestritt er die insgesamt 42 Pflichtspieleinsätze unter sechs verschiedenen Cheftrainern.

#### Wechsel in die dritte polnische Liga
Im Sommer 2024 wechselte Zylla zu Wisła Puławy.

### Nationalmannschaft
Im Jahr 2016 bestritt Marcel Zylla ein Länderspiel für die deutsche U17-Nationalmannschaft, entschied sich in der Folgezeit jedoch für Polen, das Herkunftsland seiner Eltern zu spielen. Für den gebürtigen Münchner war dies jedoch ein zunächst ungewohntes Umfeld, er sprach gar nicht fließend Polnisch, verstand die Sprache jedoch. Seinen ersten Einsatz für Polen hatte er im September 2017 für die U19-Mannschaft. Dies blieb sein einziges Spiel für die U19, weiter ging es für ihn ab November 2018 in der U20, mit der er im Mai und Juni 2019 an der in Polen stattfindenden U20-Weltmeisterschaft teilnahm. Zylla kam dort bei allen vier Spielen zum Einsatz, im ersten Vorrundenspiel jedoch nur als Einwechselspieler. Polen schied im Achtelfinale gegen Italien aus. Im weiteren Verlauf des Jahres kam Marcel Zylla zu weiteren Einsätzen für Polens U20, ein besonderes Spiel stellte dabei ein Duell gegen die Mannschaft seines Geburtslands Deutschland dar. Das Spiel in Norderstedt endete nach einem 1:3-Rückstand mit einem 4:3-Sieg für die Polen, wobei Zylla in der 40. Minute durch seinen Anschlusstreffer zum 2:3 die Wende einleitete. Im deutschen Tor stand mit Christian Früchtl sein Mannschaftskamerad bei den Bayern-Amateuren und der Trainer der deutschen Mannschaft war Manuel Baum, Zyllas früherer Realschullehrer. Seit Oktober 2019 hat Marcel Zylla kein Länderspiel mehr bestritten.